# Bad Alexandersbad
Bad Alexandersbad település Németországban, azon belül Bajorországban. Lakosainak száma 962 fő (2023. december 31.). Bad Alexandersbad Marktredwitz, Tröstauer Forst-Ost és Wunsiedel községekkel határos.

## Népesség
A település népessége az elmúlt években az alábbi módon változott:
| Lakosok száma | 1044 | 1162 | 1238 | 1120 | 1042 | 976  | 975  | 956  | 975  | 962  |
|               | 1950 | 1975 | 1987 | 2012 | 2013 | 2015 | 2016 | 2019 | 2021 | 2023 |